# Antonín Kočí
Antonín Kočí (* 15. listopadu 1946) je bývalý český hokejový brankář.

## Hokejová kariéra
V československé lize chytal za CHZ Litvínov. Odchytal 7 ligových sezón a nastoupil ve 178 ligových utkáních. V nižší soutěži chytal za Stadion Teplice.

## Klubové statistiky
| 1966/1967 | CHZ Litvínov | 1. liga | 15 | 4,60 | - |
| 1967/1968 | CHZ Litvínov | 1. liga | 32 | 4,25 | - |
| 1968/1969 | CHZ Litvínov | 1. liga | 36 | 2,58 | - |
| 1969/1970 | CHZ Litvínov | 1. liga | 32 | 2,94 | - |
| 1970/1971 | CHZ Litvínov | 1. liga | 28 | 3,64 | - |
| 1971/1972 | CHZ Litvínov | 1. liga | 19 | 3,68 | - |
| 1972/1973 | CHZ Litvínov | 1. liga | 16 | 2,44 | - |